# 雷米·羅西
雷米·羅西（法語：Rémi Rossi，1995年12月23日—），大溪地羽毛球運動員。他的弟弟莱奥·罗西也是羽球運動員，並代表法國參加國際賽。

## 生平
雷米·羅西自十歲接受父親的羽球訓練。2013年，羅西一家前往法國本土，雷米·羅西也到里昂大学就讀。雷米·羅西從青少年時期開始，多次代表大溪地在太平洋運動會、太平洋迷你運動會、大洋洲羽毛球錦標賽登上頒獎台，包括三度奪得大洋洲錦標賽男子單打亞軍、於2019太平洋運動會羽球比賽包辦所有單項金牌、2022年太平洋迷你運動會羽球比賽包攬團體及所有單項金牌。
2020年，大溪地獲得大洋洲男子團體錦標賽獲得季軍；該項賽事冠軍可取得湯姆斯盃大洋洲參賽席位，由於冠軍隊澳大利亞退賽且作為第二順位的亞軍隊伍紐西蘭亦拒絕出賽，最終大溪地首次獲得湯姆斯盃決賽圈參賽資格。2021年10月，雷米·羅西代表大溪地參加延期一年舉辦的2020年湯姆斯盃，在小組賽對決荷蘭時出賽第二男單，並以21－16、25－23擊敗對手Robin Mesman，贏得大溪地在湯姆斯盃賽史的首場勝利。最終大溪地代表隊在小組賽以0勝3敗淘汰。

## 主要比賽成績
只列出曾進入準決賽的國際賽事成績：
| 年份   | 賽事                         | 公開賽級別 | 項目     | 搭檔               | 成績 |
| ------ | ---------------------------- | ---------- | -------- | ------------------ | ---- |
| 2011年 | 太平洋運動會羽球比賽         | 其他       | 混合團體 | －                 | 銅牌 |
| 2013年 | 大洋洲青年羽毛球錦標賽       | 其他       | 混合團體 | －                 | 季軍 |
| 2013年 | 大洋洲青年羽毛球錦標賽       | 其他       | 男子單打 | －                 | 亞軍 |
| 2013年 | 大洋洲青年羽毛球錦標賽       | 其他       | 男子雙打 | Antoine Beaubois   | 亞軍 |
| 2016年 | 大洋洲羽毛球錦標賽           | 其他       | 男子單打 | －                 | 亞軍 |
| 2016年 | 大洋洲羽毛球錦標賽           | 其他       | 男子雙打 | Léo Cucuel         | 亞軍 |
| 2018年 | 大洋洲羽毛球男女子團體錦標賽 | 其他       | 男子團體 | －                 | 季軍 |
| 2018年 | 大洋洲羽毛球錦標賽           | 其他       | 男子單打 | －                 | 亞軍 |
| 2019年 | 大洋洲羽毛球錦標賽           | 其他       | 男子單打 | －                 | 亞軍 |
| 2019年 | 太平洋運動會羽球比賽         | 其他       | 混合團體 | －                 | 銅牌 |
| 2019年 | 太平洋運動會羽球比賽         | 其他       | 男子單打 | －                 | 金牌 |
| 2019年 | 太平洋運動會羽球比賽         | 其他       | 男子雙打 | Rauhiri Goguenheim | 金牌 |
| 2019年 | 太平洋運動會羽球比賽         | 其他       | 混合雙打 | Coralie Bouttin    | 金牌 |
| 2022年 | 太平洋迷你運動會羽球比賽     | 其他       | 混合團體 | －                 | 金牌 |
| 2022年 | 太平洋迷你運動會羽球比賽     | 其他       | 男子單打 | －                 | 金牌 |
| 2022年 | 太平洋迷你運動會羽球比賽     | 其他       | 男子雙打 | Léo Cucuel         | 金牌 |
| 2022年 | 太平洋迷你運動會羽球比賽     | 其他       | 混合雙打 | Mélissa Mi You     | 金牌 |
| 2023年 | 大洋洲羽毛球錦標賽           | 其他       | 男子單打 | －                 | 季軍 |
| 2025年 | 大洋洲羽毛球混合團體錦標賽   | 其他       | 混合團體 | －                 | 季軍 |

| 2007-2017年 | 首要超級賽 | 超級賽 | 黃金大獎賽 | 大獎賽 | 國際挑戰賽 | 國際系列賽 | 未來系列賽 | 其他 |

| 2018-2026年 | 總決賽 | 超級1000賽 | 超級750賽 | 超級500賽 | 超級300賽 | 超級100賽 | 國際挑戰賽 | 國際系列賽 | 未來系列賽 | 其他 |

## 外部連結
- 雷米·羅西在BWFBadminton.com（英语）
- 雷米·羅西在BWF.TournamentSoftware.com（英语）
- 雷米·羅西在Flashscore（英语）